# PLU-code

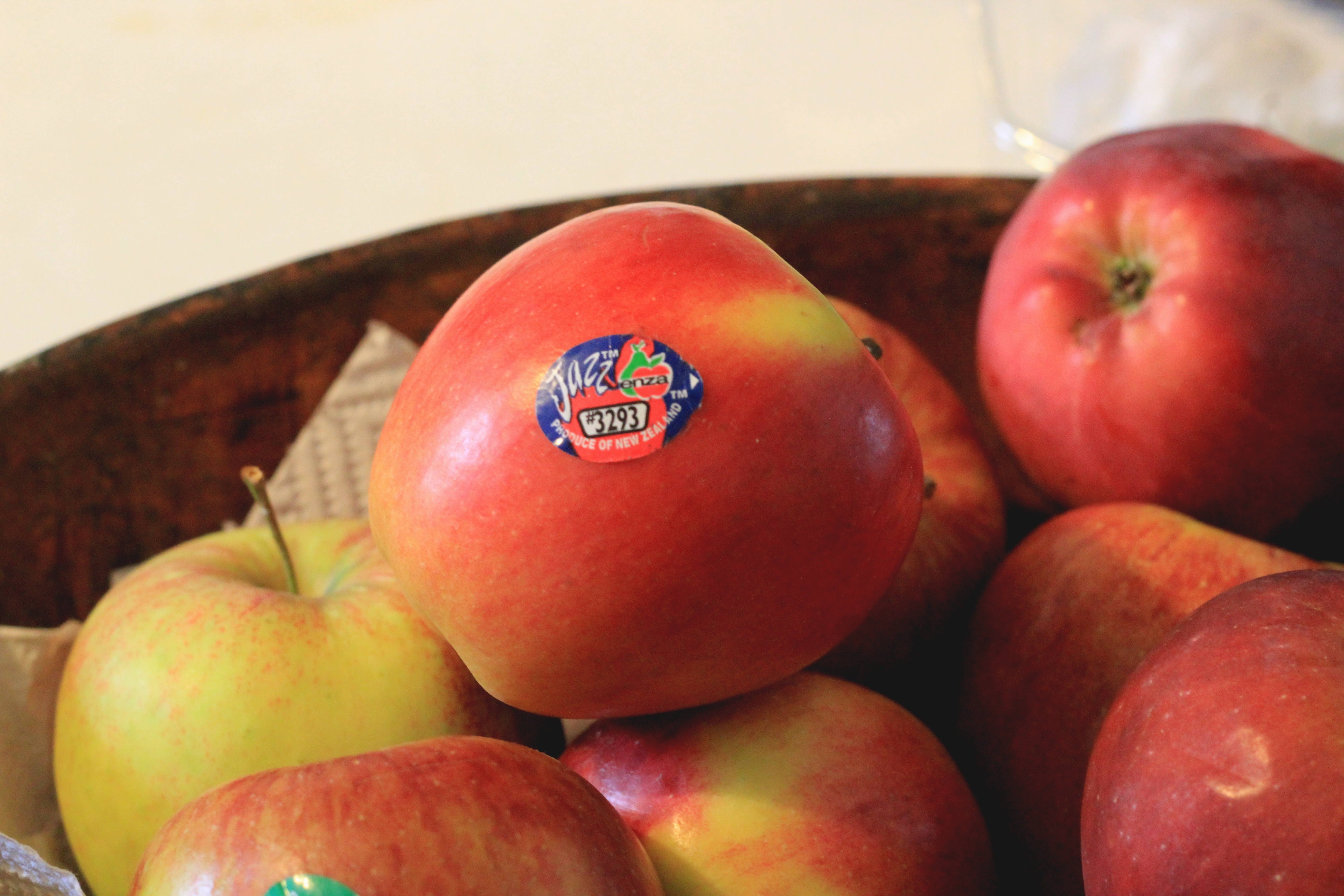
PLU-sticker op een Jazz appel

Een price look-up code of PLU-code is een code die op groente en fruit in een winkel kan staan. De code wordt vooral toegepast op producten die in bulk verkocht worden en laat toe elektronisch de prijs te vinden en de voorraad op te volgen.

## Achtergrond
De PLU-code werd in 1990 ontwikkeld en wordt geactualiseerd door de International Federation for Produce Standards (IFPS) en wordt in zeer veel landen gebruikt. Bij regelmaat worden overzichtslijsten gepubliceerd met alle producten die een PLU-code hebben. Via een zoeksysteem kan men ook op nummer een product opzoeken. Tegen betaling kunnen kwekers vragen om hun product een PLU-code toe te kennen. Daarvoor moet wel aan een aantal voorwaarden voldaan zijn: het gaat enkel om groente of fruit dat in bulk verkocht wordt in de retail, de variëteit moet internationaal erkend zijn en duidelijk te onderscheiden van andere variëteiten, minstens drie winkelketens met elk minstens 25 filialen moeten achter de erkenning staan, het product moet in meer dan één land verkocht worden en er moeten meerdere kwekers zijn. Het indienen van een aanvraag kost 1000 dollar.

## Betekenis
De PLU-code bestaat doorgaans uit vier cijfers, soms uit vijf. De basis is een getal van vier cijfers, hetzij in de 3000, hetzij in de 4000. Verder zit in de toewijzing van deze basis geen systeem; ze worden willekeurig toegewezen. PLU-codes van vijf cijfers beginnen ofwel met een 8, ofwel met een 9. Wanneer een code begint met 8, gaat het om genetisch gewijzigde producten. Bij codes die beginnen met een 9, gaat het om biologisch geteelde producten. In de overzichtslijsten staan enkel de viercijferige nummers aangegeven. Het vijfde nummer is extra toegevoegd aan reeds bestaande cijfers.
Eenzelfde productvariëteit kan verschillende PLU-codes hebben, afhankelijk van de teeltwijze of afhankelijk van de grootte; soms wordt zelfs nog een afzonderlijk nummer toegekend voor de streek waar een product wordt geteeld. Zo staat de code 4121 bijvoorbeeld voor kleine Elstar en code 4123 voor grote Elstar.